# Aluguel por temporada
Aluguel por temporada é uma modalidade de aluguel temporária em que pessoas físicas ou jurídicas oferecem acomodações privadas para locação por curto período de tempo.
As hospedagens disponíveis para aluguel por temporada contemplam desde apartamentos e casas totalmente mobiliados até quartos em casas compartilhadas, cabanas, casas-barco, casas-contêineres, ilhas e fazendas inteiras, entre outros.
Popularmente, os locadores de aluguel por temporada são conhecidos como anfitriões, enquanto os locatários são chamados de hóspedes.

## Legislação no Brasil
Como se trata de uma atividade relativamente nova, cada país está adequando as próprias legislações para regulamentar o aluguel por temporada, de acordo com as suas particularidades. No Brasil, a Lei do Inquilinato (Lei nº 8245/91) estabelece os principais conceitos e normas referentes ao aluguel de temporada nos artigos 48, 49 e 50. Uma das regras previstas na lei é o período máximo de locação, que não deve ultrapassar 90 dias.
Em abril de 2021, uma decisão tomada pelo Superior Tribunal de Justiça (STJ) permitiu a proibição do aluguel por plataformas digitais em condomínios, desde que estabelecida em convenção. Essa se tornou uma das jurisprudências de maior impacto à prática do aluguel por temporada no país.

## Mercado
O mercado global de aluguel por temporada movimentou US$ 91,2 bilhões em 2021 e deve chegar aos US$ 315 bilhões em 2031, crescendo a índice médio de 12,4% por ano. A Europa detém a maior participação no mercado mundial e deve continuar em expansão, com crescimento médio de 11,9% até 2031. A região da Ásia-Pacífico é a que mostra maior potencial de avaço, principalmente em países como Índia, China, Austrália, Indonésia e Japão.
Em 2020, o mercado de aluguel por temporada sofreu forte impacto pela queda abrupta nas viagens em razão da pandemia de Covid-19. Entretanto, esse foi o segmento do turismo que mais rapidamente começou a apresentar melhora, impulsionado por tendências como o trabalho remoto e o staycation, principalmente em regiões afastadas dos grandes centros urbanos.
Com a recuperação pós-pandemia, o Airbnb obteve, pela primeira vez, um saldo anual positivo. A plataforma anunciou que, em 2022, alcançou lucro de US$ 1,9 bilhão, sendo US$ 319 milhões apenas no último trimestre, e o número recorde de 6,6 milhões de imóveis cadastrados no mundo todo. Algumas das características que atraem os hóspedes para o aluguel por temporada são o custo-benefício, principalmente em comparação com outras acomodações no mesmo padrão, conforto, privacidade, possibilidade de viajar com pets e estrutura para o preparo de refeições.

### Movimentação na América Latina
Na América Latina, o mercado de aluguel de temporada ainda está com uma taxa de reservas 14% mais baixa do que o período pré-pandemia, mas algumas regiões já mostram resultados positivos. Em países da América Central, a ocupação média cresceu 29% entre setembro de 2020 e agosto de 2022. Mais especificamente no Brasil, o aluguel de temporada tem uma receita projetada de US$ 2,11 bilhões para 2023, o que representa um crescimento de 19,9% em relação a 2022. Até 2027, o número de usuários deve alcançar 34,61 milhões de pessoas no país.
Em 2022, o grupo argentino Despegar (Decolar no Brasil), adquiriu 51% da startup brasileira Stays.net, que opera um software especializado em gestão de aluguel por temporada, para fortalecer a atuação no segmento, que hoje representa 5% do faturamento do grupo. A expectativa é chegar a 140 mil imóveis por temporada cadastrados em três anos e competir com as principais plataformas do mercado, como Airbnb e Booking.com.